# Friedrich Spee von Langenfeld

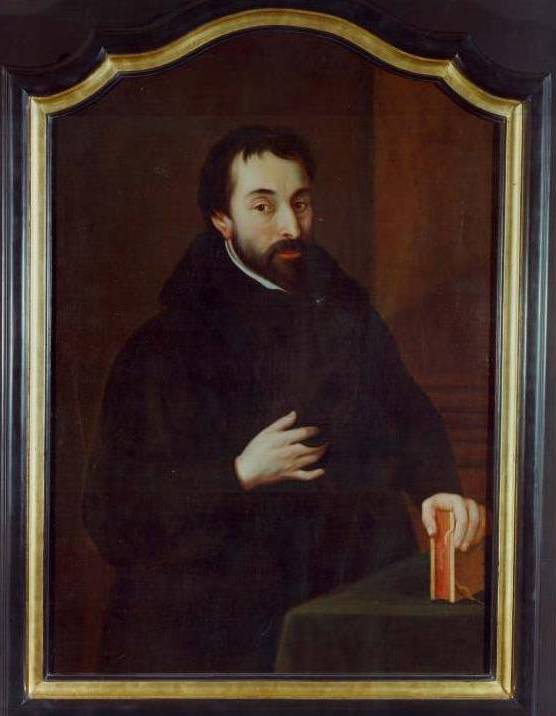
Friedrich Spee von Langenfeld – samtida målning

Friedrich Spee von Langenfeld, född 25 februari 1591 i Kaiserswerth vid Düsseldorf, död 7 augusti 1635 i Trier, var en tysk jesuit. Han är känd som kritiker mot häxprocesserna och som framstående psalmdiktare. I sin samtid var Spee den förste som kraftfullt pläderade mot tortyr. Han anses vara den förste som med goda argument visade att tortyr är ett opålitligt sätt att få någon att tala sanning.
Han kallas ofta felaktigt för "Friedrich von Spee".

## Levnad
Spee föddes i Kaiserswerth längs Rhen. Han uppgick i Jesuitorden 1610 och prästvigdes 1622. Han blev professor i universitetet i Paderborn 1624. Han utsattes för ett mordförsök i Peine 1629. Under stormning av Trier i mars 1635 tog han hand om skadade och dog strax därefter av en infektion efter att ha blivit smittad på ett sjukhus.

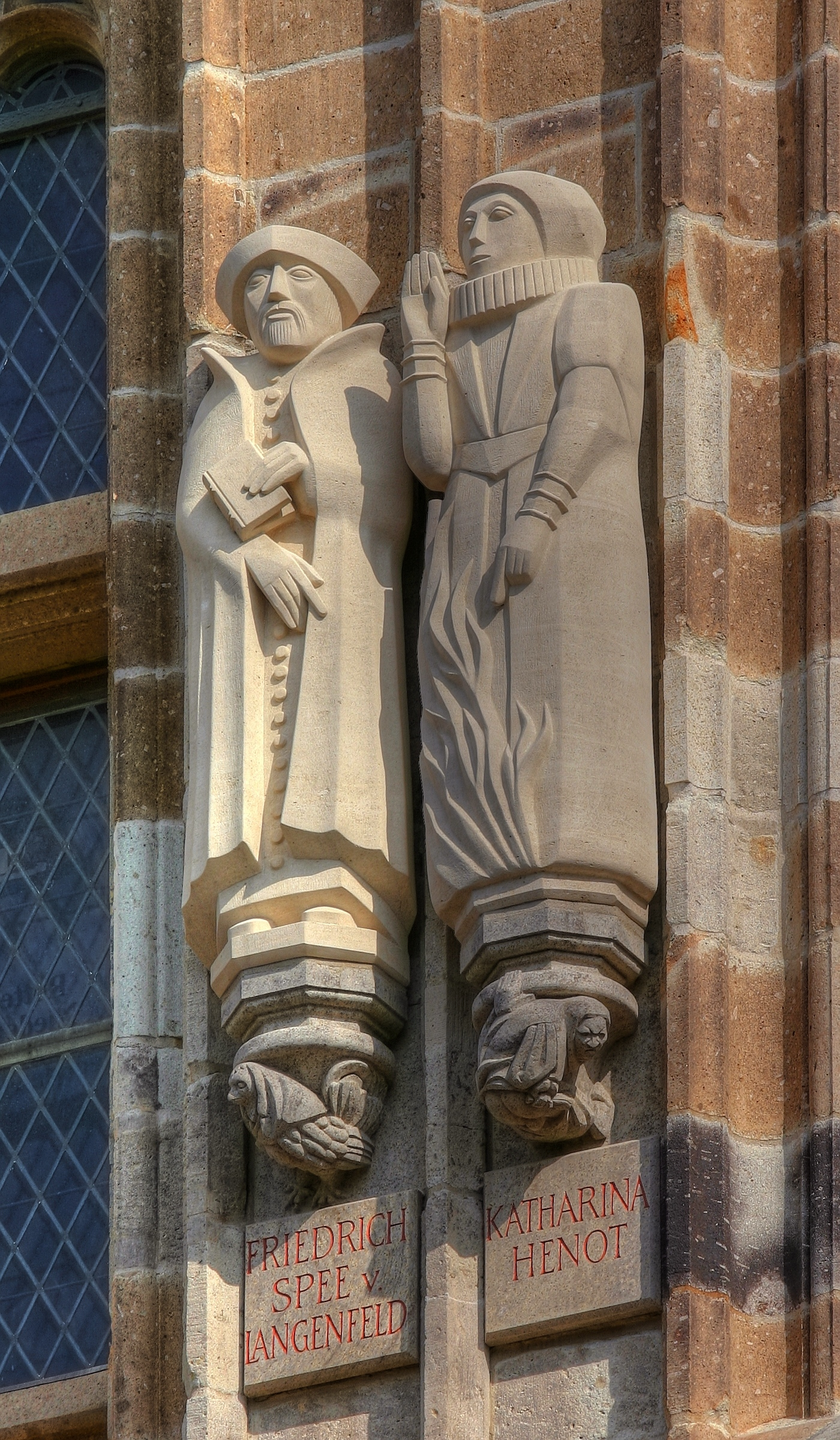
Friedrich Spee och Katharina Henot står staty vid rådhustornet i Köln.

## Publikationer
- Goldenes Tugendbuch — en andaktsbok kring tron, hoppet och livet, som prisades högt av Leibniz
- Trutz Nachtigal — en samling av drygt femtio psalmer som värderades högt under 1600-talet
- Cautio Criminalis (1631) — där han sarkastiskt beskriver häxprocesserna och de rättsliga övergreppen, i synnerhet tortyren, och efterlyser reformer. Verket trycktes utan tillåtelse och anonymt.

## Bildgalleri

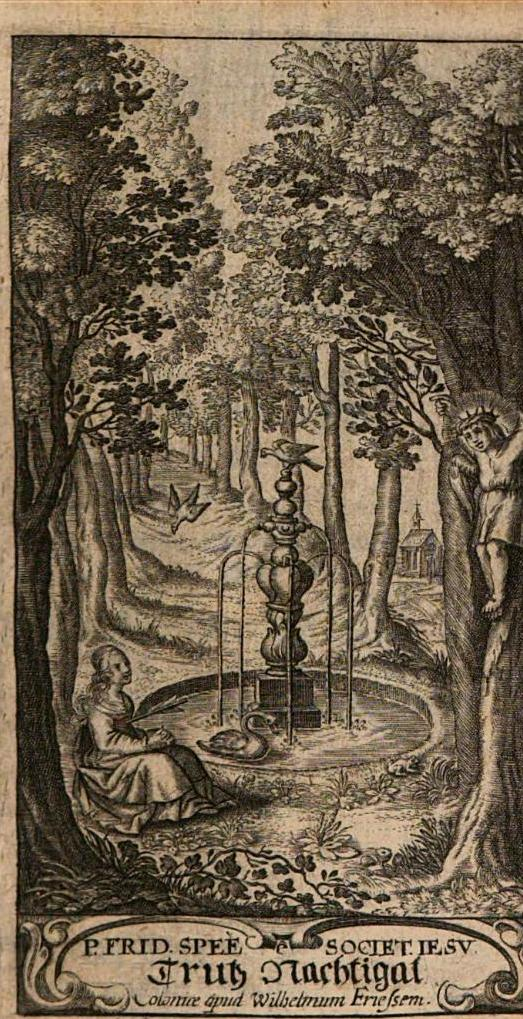
Trutz Nachtigal
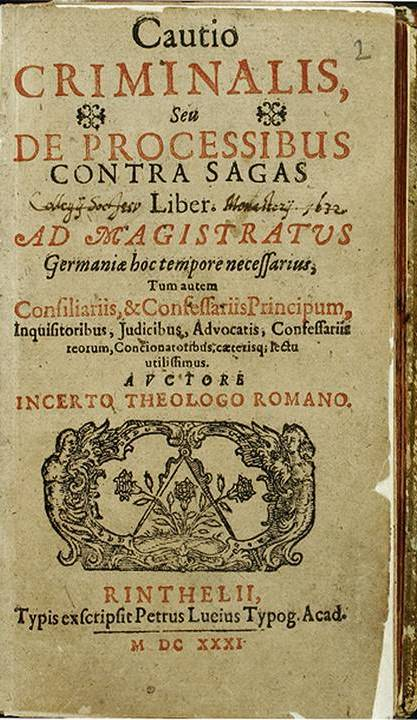
Cautio Criminalis av en "okänd romersk teolog".